# 革命国际主义运动
革命国际主义运动（英語：Revolutionary Internationalist Movement，缩写为RIM）是一个毛派国际组织，1984年3月由来自14个国家的19个毛派组织在法国建立。2007年后，由于各成员组织对尼泊尔人民战争结束的观点分歧，革命国际主义运动委员会停止运作。2012年，革命国际主义运动正式解散。

## 歷史
1980年秋，在毛泽东去世、四人帮被捕后，不满中国新领导层的共产主义团体组织了一次“马列主义政党和组织国际会议”。在此前的同年2月，美国革命共产党和智利革命共产党讨论通过了《马列主义者团结和国际共产主义运动路线的基本原则》文件，并将其作为草案提交此次会议。参加者包括：
- 斯里蘭卡 锡兰共产党
- 塞内加尔 塞内加尔马列主义小组
- 西班牙 捍卫马列主义小组
- 丹麦 毛泽东小组
- 英国 马列主义集体组织
- 英国 诺丁汉共产主义小组
- 新西兰 新西兰红旗小组
- 義大利 无产阶级马列主义共产组织
- 智利 革命共产党
- 法國 争取无产阶级国际
- 印度 印度共产党（马列）中央重组委员会
- 美国 美国革命共产党
- 革命共产主义者联盟

会议建立了“革命国际委员会”（革命国际主义运动的前身），并通过了《给所有国家中的马列主义者、工人和被压迫者们》。
1984年3月，第二次马列主义政党和组织国际会议召开，十九个毛派组织签署《革命国际主义运动宣言》，宣布成立革命国际主义运动。1993年12月26日，毛泽东百年诞辰之际，革命国际主义运动发布《马克思列宁毛主义万岁！》，以马克思列宁毛主义为意识形态。这一做法导致了分裂，一些团体退出革命国际主义运动，转而加入马列主义政党和组织国际会议 (国际通讯)。
2007年后由于各成员党对尼泊尔人民战争结束的观点分歧，革命国际主义运动委员会停止运行。2012年5月1日，阿富汗共产党（毛主义）、意大利毛主义共产党和印度共产党（马列）纳萨尔巴里签署并发表《特别决议》，宣告革命国际主义运动解散。

## 成员
| 国家                                 | 政党                                   | 备注 |
| ------------------------------------ | -------------------------------------- | --- |
| 阿富汗                               | 阿富汗共产党（毛主义）                 | 1990年作为阿富汗革命共产主义组织加入，1991年起组成阿富汗共产党，2004年重组为此党，三者皆为成员                                                                     |
|                                      | 东孟加拉无产阶级党                     | 初始成员 |
| 孟加拉国共产党（马列） (杜塔)        | 1985年加入                             | |
| 东孟加拉无产阶级党（毛主义重建中心） | 候选成员                               | |
| 不丹                                 | 不丹共产党（马列毛）                   | 候选成员 |
| 哥伦比亚                             | 哥伦比亚共产党（马列）毛泽东地区委员会 | 初始成员 |
| 哥伦比亚                             | 革命共产主义团体                       | 初始成员 |
|                                      | 革命共产主义者联盟                     | 初始成员，1991年解散 |
| 德国                                 | 革命共产党人                           | 候选成员 |
| 海地                                 | 海地革命国际主义小组                   | 初始成员，1999年瓦解 |
| 印度                                 | 印度共产党（马列）中央重组委员会       | 初始成员，1991年解散 |
| 印度                                 | 革命共产党                             | 初始成员，原为组织委员会，1985年组成领导委员会，1987年并入印共（马列）重组委                                                                                       |
| 印度                                 | 印度共产党（马列）纳萨尔巴里           | 前身为印共（马列）重组委，1991年作为喀拉拉共产党和马哈拉施特拉共产党成为候选成员，1997年重组为印度共产党（马列）毛主义统一中心，1999年改称现名，2002年成为正式成员 |
| 印度                                 | 印度毛主义共产主义中心                 | 2002年加入 |
| 印度                                 | 印度革命共产主义中心（毛主义）         | 候选成员，前身印度革命共产主义中心（马列）也是候选成员，2003年并入毛共中心                                                                                         |
| 印度                                 | 印度革命共产主义中心（马列毛）         | 候选成员，前身印度革命共产主义中心（马列）也是候选成员 |
| 伊朗                                 | 伊朗共产主义者联盟                     | 初始成员，2001年组成伊朗共产党（马列毛） |
| 義大利                               | 宣传鼓动共产主义集体                   | 初始成员，1991年合并为红色工人共产主义组织，2000年改组为毛主义共产党                                                                                               |
| 義大利                               | 特伦托共产主义委员会                   | 初始成员，1991年合并为红色工人共产主义组织，2000年改组为毛主义共产党                                                                                               |
| 義大利                               | 无产阶级马列主义共产组织               | 初始成员，1991年合并为红色工人共产主义组织，2000年改组为毛主义共产党                                                                                               |
| 尼泊尔                               | 尼泊尔共产党（火炬）                   | 初始成员，发生分裂后被称为尼泊尔共产党（火炬）中央组织委员会，1998年被开除                                                                                         |
| 尼泊尔                               | 尼泊尔共产党（毛主义）                 | 1986年作为尼泊尔共产党（火炬）中央委员会加入，1991年组成尼泊尔共产党（团结中心），1994年改称现名                                                                   |
| 新西兰                               | 新西兰红旗小组                         | 初始成员，1995年瓦解 |
| 秘魯                                 | 秘鲁共产党 (光辉道路)                  | 初始成员 |
| 斯里蘭卡                             | 锡兰共产党（毛主义）                   | 初始成员，原名锡兰共产党，1991年改组为此党 |
| 突尼西亞                             | 突尼斯马列主义组织                     | 1988年加入，1991年改称突尼斯马列主义共产主义组织 |
| 土耳其                               | 土耳其共产党/马列                      | 初始成员，2002年1月被开除 |
| 土耳其                               | 毛主义共产党                           | 继承原土共/马列的席位 |
| 英国                                 | 诺丁汉共产主义小组                     | 初始成员，1986年合并为革命国际主义队伍，1990年瓦解 |
| 英国                                 | 斯托克波特共产主义小组                 | 初始成员，1986年合并为革命国际主义队伍，1990年瓦解 |
| 美国                                 | 美国革命共产党                         | 初始成员 |

## 出版物
《获得的将是整个世界》（这是官方中文名，英文名为A World to Win）是革命国际主义运动委员会的非官方杂志，于1981年—2006年出版。